# Casa Pau Alegre
La Casa Pau Alegre és una obra de Vilanova i la Geltrú (Garraf) protegida com a Bé Cultural d'Interès Local.

## Descripció
Es tracta d'un edifici entre mitgeres destinat a habitatge unifamiliar resultat de la unió de dues cases, una d'una sola crugia i l'altra de dues crugies.
L'immoble és de planta rectangular amb tres crugies perpendiculars a façana, compost de planta baixa, entresòl i planta principal. La coberta és a dues vessants a la crugia lateral i a la golfa central, mentre que a la resta és plana. Sobresurt una torratxa de base quadrada amb escala des de la planta primera. El vestíbul té escala central amb escala d'un tram. A l'entresòl hi ha escala lateral a la imperial. Hi ha dos patis centrals de ventilació a les mitgeres.
Les parets de càrrega són de paredat comú i totxo. Els forjats són de bigues de fusta i revoltó i de llates de rajola. Les escales són de volta a la catalana.
La façana principal és de composició simètrica. A la planta baixa hi ha una portalada central de mig punt que dona accés al vestíbul. Els portals laterals són d'arc de mig punt i d'arc rebaixat amb balcó superior a l'entresòl. Al primer pis hi ha un balcó corregut amb llosa de pedra i dues obertures i un balcó lateral. Al segon pis hi ha dos balcons amb llosa de pedra. El coronament està format per una cornisa i una barana de terrat.